# Тацута-мару
«Тацута-мару» (яп. 龍田丸) — японский пассажирский лайнер 1930 года постройки. Построен в 1927–1930 годах в Нагасаки. Назван в честь одноимённого синтоистского храма в Санго. До Второй мировой войны выполнял рейсы из Японии в США. Был потоплен американской подводной лодкой Tarpon (SS-175) в феврале 1943 года.

## История постройки
Судно было заложено 3 сентября 1927 года на верфи Mitsubishi по заказу компании «Ниппон юсэн», которой были нужны океанские лайнеры премиального класса для транстихоокеанского направления. «Тацута-мару» был спущен на воду 12 мая 1929 года, окончание постройки — 15 марта 1930 года. Ввод в эксплуатацию был отложен из-за пожара, случившегося на финальной стадии постройки, 7 февраля 1930 года. На той же верфи был построен полностью аналогичный лайнер «Асама-мару», на верфи Yokohama Dock Co. — «Титибу-мару», который отличался силовой установкой и одной трубой вместо двух.
На лайнере были предусмотрены места для 222 пассажиров первого класса, 96 — второго класса и 504 — третьего класса. Во время официальных испытаний 27 декабря 1929 года была достигнута максимальная скорость 21,3 узла.

## Тихоокеанский лайнер
В первый рейс из Иокогамы в Сан-Франциско «Тацута-мару» отправился 15 марта 1930 года. В дальнейшем транстихоокеанские рейсы в Лос-Анджелес и Сан-Франциско с заходом в Кобе, Шанхай, Гонконг и Гонолулу стали регулярными. В октябре 1931 года лайнер перевозил в Японию команды американской Главной лиги бейсбола, в том числе звёзд Бейба Рута и Лу Герига, на японо-американский турнир по бейсболу. 12 ноября 1936 года стал первым гражданским судном, проплывшим под только что открывшимся мостом «Бэй-Бридж» в Сан-Франциско.
В 1938 году написание имени судна латиницей сменилось с Tatsuta Maru на Tatuta Maru в связи с переходом на Кунрэй-сики, новый набор правил для транскрибирования японского языка.
20 марта 1941 года на «Тацута-мару» в США прибыл полковник Хидэо Ивакуро для оказания помощи в переговорах японскому послу в США адмиралу Китисабуро Номура. 26 июля президент США Франклин Рузвельт подписал указ о заморозке всех японских активов, находящихся на территории США в ответ на вторжение Японии во Французский Индокитай. В это время «Тацута-мару» находился в порту Сан-Франциско. Представители властей США конфисковали находившиеся на борту ценные бумаги банка Иокогамы на сумму свыше девяти миллионов долларов. 30 июля правительство США отдельным распоряжением разрешило закупку топлива для обратного рейса «Тацута-мару», что стало последней поставкой топлива перед наложением 1 августа полного эмбарго на экспорт в Японию нефтепродуктов. Во время обратного рейса 125 пассажиров лайнера получили пищевое отправление, скончалось восемь человек.
30 августа 1941 года «Тацута-мару» доставил из Кобе в Шанхай 349 польских евреев, которым удалось добраться до Японии через Сибирь. 15 октября лайнер использовался для обмена репатриантами между Японией и США. С контролируемых Японией территорий были вывезены в США 608 человек. В Сан-Франциско на борт были взяты 860 граждан Японии, обратный рейс стал последним пассажирским рейсом между Японией и США перед началом полномасштабных военных действий. 2 декабря «Тацута-мару» направляется в Сан-Франциско и мексиканский Мансанильо с аналогичной миссией, но 7 декабря получает из Токио приказ вернуться, и 14 декабря прибывает обратно в Иокогаму.
17 января 1942 году «Тацута-мару» был реквизирован Императорским флотом Японии.

## Служба в Императорском флоте

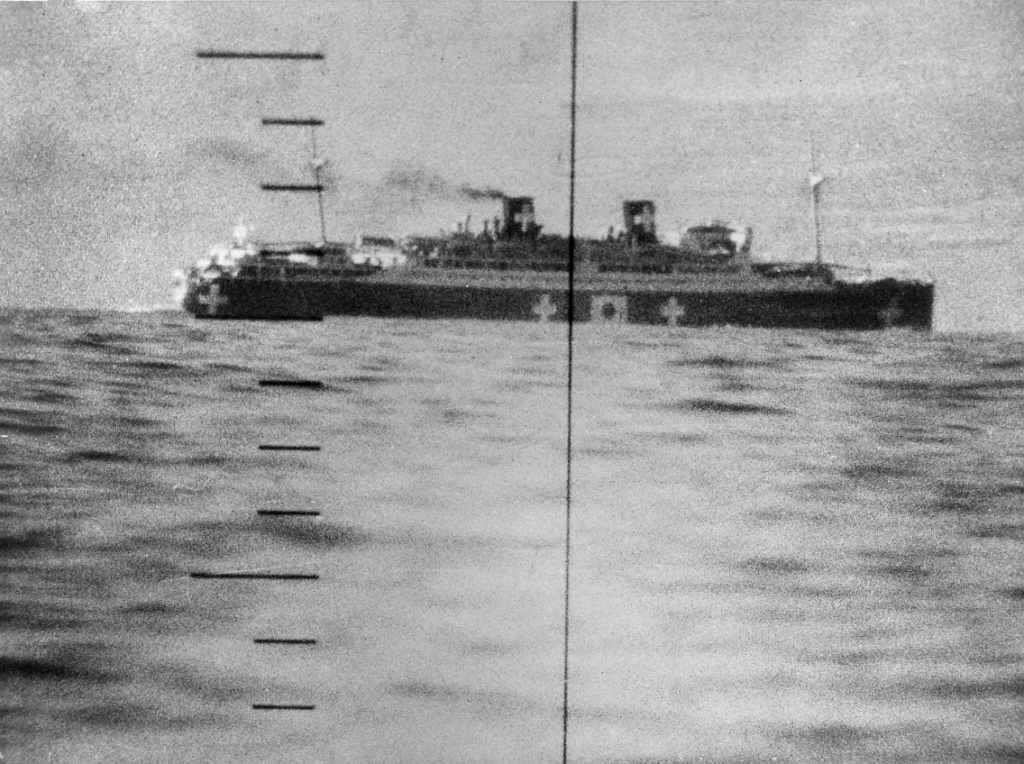
«Тацута-мару» с маркировкой госпитального судна во время перевозки репатриантов в октябре 1942 года. Фотография сделана через перископ американской подлодки Kingfish.

В первой половине 1942 года «Тацута-мару» курсирует между Японией, Филиппинами и Борнео в качестве войскового транспорта. В июле 1942 года лайнер вновь используется для обмена репатриантами. В Иокогаме лайнер берёт на борт посла Британии Роберта Крейги, 60 других британских дипломатов, гражданских лиц и дипломатов других стран. Вместе с репатриантами из Шанхая и Сингапура общее число пассажиров достигает 1000 человек, которых «Тацута-мару» доставил в Лоренсу-Маркиш, столицу Португальской Восточной Африки, где произошёл обмен на японских дипломатов и гражданских лиц, а также был получен гуманитарный груз Красного Креста для британских военнопленных, находящихся на контролируемых Японией территориях. После возвращения в Японию «Тацута-мару» вернулся к службе в качестве войскового транспорта, перевозя солдат, боеприпасы и снаряжение из Японии в Юго-Восточную Азию.
19 января 1943 года «Тацута-мару» перевозил 1180 военнопленных союзнических войск, в основном канадцев, из Гонконга в Нагасаки. По воспоминаниям пленных, корабль был настолько перегружен людьми, что практически никто не мог лечь, из-за чего лайнер наряду с некоторыми другими японскими судами получил эпитет «корабль ада» (англ. hell ship).

## Потопление
8 февраля 1943 года «Тацута-мару» вышел из военно-морской района Йокосука к островам Трук в сопровождении эсминца «Ямагумо». Корабли были обнаружены американской подводной лодкой Tarpon (SS-175) в 42 милях к востоку от Микурадзимы. В 22:15 подлодка выпустила по «Тацута-мару» четыре торпеды, предположительно все из них попали в цель. Через 22 минуты судно затонуло в точке 33°45′ с. ш. 140°25′ в. д.. Никому из находившихся на борту 1223 военнослужащих, гражданских лиц и 198 членов экипажа не удалось спастись. «Ямагумо» отставал от «Тацута-мару» на 1500 метров и ночью при сильном шторме не смог обнаружить выживших.